# Menashe Kadishman
Menashe Kadishman (Tel Aviv, 21 augustus 1932 – Tel Hashomer, 8 mei 2015) was een Israëlische beeldhouwer en schilder.

## Leven en werk
Menashe Kadishman werkte tussen 1950 en 1953 als herder in een kibboets. De ervaring die hij opdeed in de natuur, als schaapsherder, had een blijvende invloed op zijn latere carrière als kunstenaar. De eerste keer dat schapen in zijn werk verschenen was in 1978 tijdens de Biënnale van Venetië. Hij presenteerde een kudde levende, geverfde schapen als 'living art'. In 1995 ging hij portretten schilderen van schapen, honderden, duizenden zelfs, alle van elkaar verschillend. Deze direct herkenbare schapenporttretten werden al snel zijn handelsmerk.

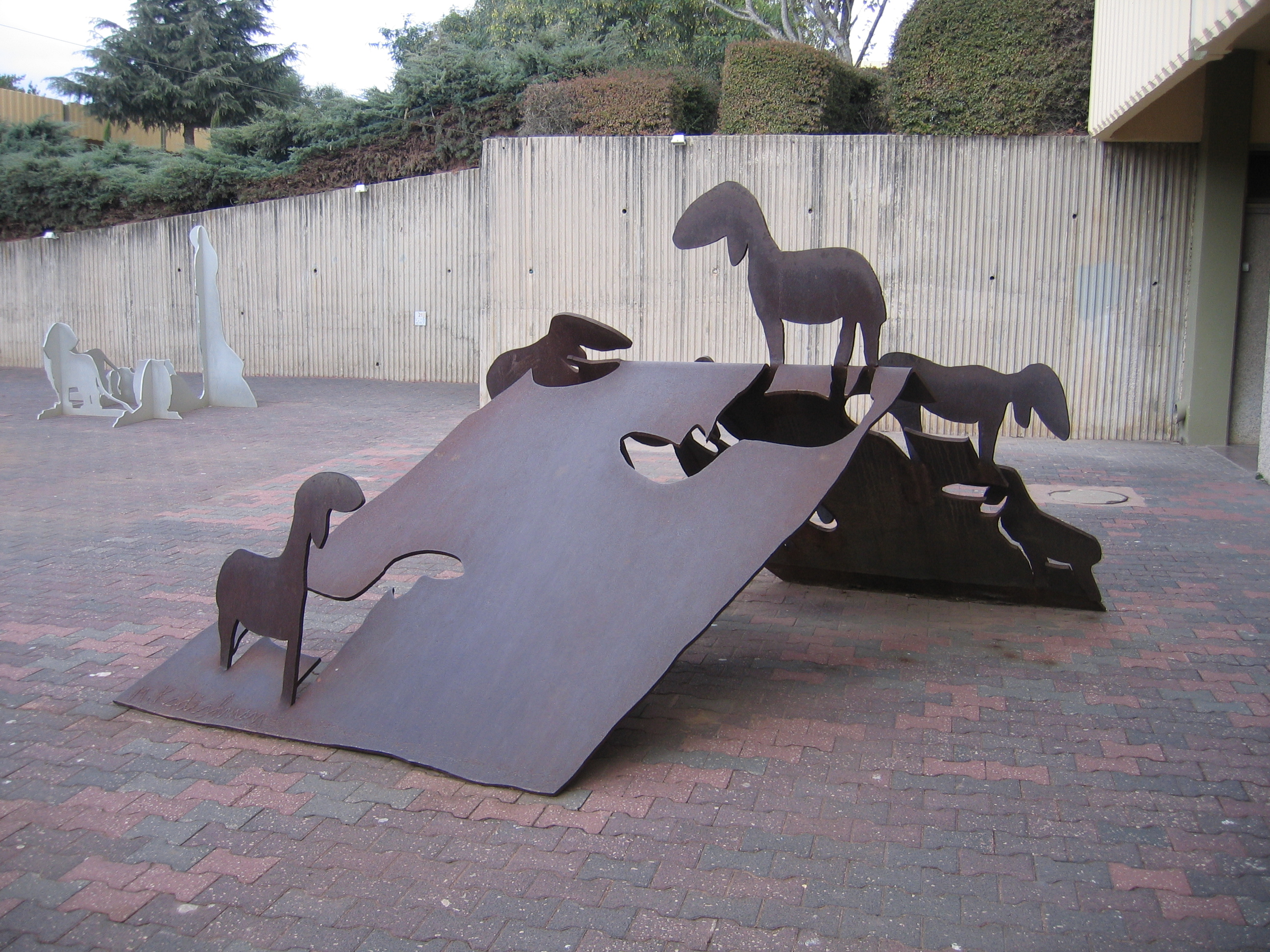
Schapenheuvel, 1984

Van 1947 tot 1950 studeerde Kadishman bij de beeldhouwer Moshe Sternschuss aan het Avni Instituut in Tel Aviv. Vanaf 1954 zette hij deze studie voort bij de Israëlische beeldhouwer Rudi Lehmann in Jeruzalem. In 1959 verhuisde hij naar Londen. Zijn eerste solo-expositie had hij in 1965 in de Grosvenor Gallery.
Zijn beelden werden in de zestiger jaren minimalistischer van aard en waren zo ontworpen als om de zwaartekracht uit te dagen, zoals in het werk Suspense (1966) of door zowel glas als metaal toe te passen, waardoor het leek alsof het metaal zweefde, zoals het werk Segments (1968). In 1968 werd Kadishman uitgenodigd voor documenta 4 in Kassel.
Kadishman bleef tot 1972 in Engeland.
Hij overleed in het Sheba Medical Center in Tel Hashomer op 82-jarige leeftijd.

## Werken (selectie)
Werken van Kadishman bevinden zich in toonaangevende musea, beeldenparken en in de openbare ruimte van steden in:

### Verenigde Staten
- 'Suspended', (1977) en 'Eight positive trees' (1977), Storm King Art Center
- 'Segments', (1968) en The Forest', (1970) Nasher Sculpture Center, Dallas, Texas
- 'Om', '(1969), University of Houston, Houston, Texas
- Museum of Modern Art, New York

### Canada
- 'Three Discs', 1967, High Park, Toronto

### Japan
- 'Prometheus', (1986-87), Hara Museum of Contemporary Art, Tokio

### Verenigd Koninkrijk
- Tate Modern, Londen, Engeland

### Duitsland
- Untitled (1961), Bildhauersymposion Kaisersteinbruch bij Kirchheim (Neder-Franken)
- 'Fallen Leaves' (1997), Jüdisches Museum Berlin, Berlijn. Hebreeuwse titel  Shalekhet (Gevallen bladeren). Het is gemaakt voor de Memory Void, een lege ruimte in het museum. Het werk bestaat uit meer dan 10.000 gezichten met opengesperde mond, herdenkingskunst voor de Sjoa.[1]
- 'Piëta', Dominikanerklooster, Braunschweig
- 'Negative Trees', (1974), Wedau Sportpark, Duisburg
- 'Der Kuss', (1999), Skulpturenweg Salzgitter-Bad in Salzgitter

### Nederland
- 'Het offer van Isaac' (1986/87), Vlaszak in Breda
- 'De droom' (1993) - metaalreliëf, Buddinghplein in Dordrecht
- 'Kissing birds' (1998) - kunstroute LUMC in Leiden

### Israël
- 'Suspense', (1966), Billy Rose Art Garden (zie foto aldaar), Jeruzalem
- 'The Family Plaza', The International School for Holocaust Studies, Jeruzalem
- 'Akedat Issac', The Lola Beer Ebner Sculpture Garden, Tel Aviv
- 'Birth', (1989), Tefen Sculpture Garden, West-Galilea

## Privécollecties (selectie)
- Herta & Paul Amir, Los Angeles, VS
- Lizi & Zeev Aram, Londen, UK
- Frank Cohen, Londen, UK
- Muriel & Phil Berman, Allentown, USA
- Irma & Norman Braman, Miami, VS
- Gabi & Ami Brown, Tel Aviv
- Nicki & Peter De Swan, Amsterdam, Nederland
- Pina & Giuliano Gori, Villa Celle, Pistoia, Italië
- Rachel & Dov Gottesman, Te Aviv, Israël
- Joseph Hackmey, Tel Aviv, Israël
- Ziva & Yoram Lazar, Nairobi, Kenia
- Rita & Simon Levit, Tulsa, VS
- Hans Mayer, Düsseldorf, Duitsland
- Nils Seethaler, Berlijn, Duitsland
- Herbert Gerisch, Neumünster, Duitsland
- Romey & Adam Nan, Tel Aviv, Israël
- Patsy & Ray Nasher, Dallas, USA
- Sue Rowan Pittman, Bushnami Beeldentuin, Burton, Texas, VS
- Teddy Reitman, Londen, Engeland
- Sharon & Fred Stein, New York, VS
- Ellen & Jerome Stern, New York, VS
- Vera, Silvia en Arturo Schwarz, Italië

## Fotogalerij

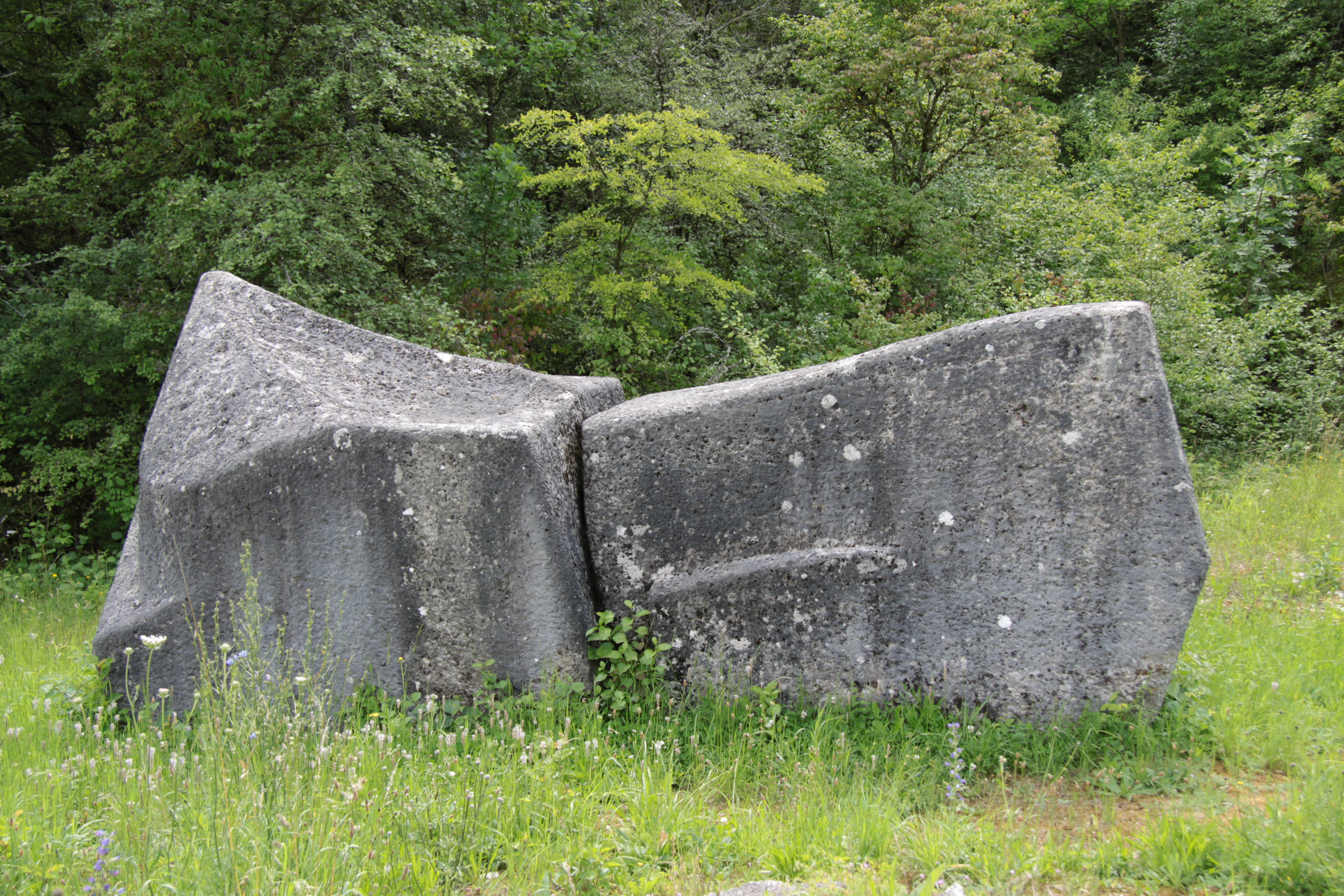
Untitled (1961), Bildhauersymposion Kaisersteinbruch
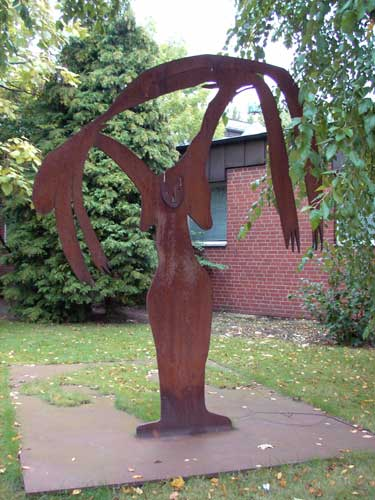
Piëta, Braunschweig
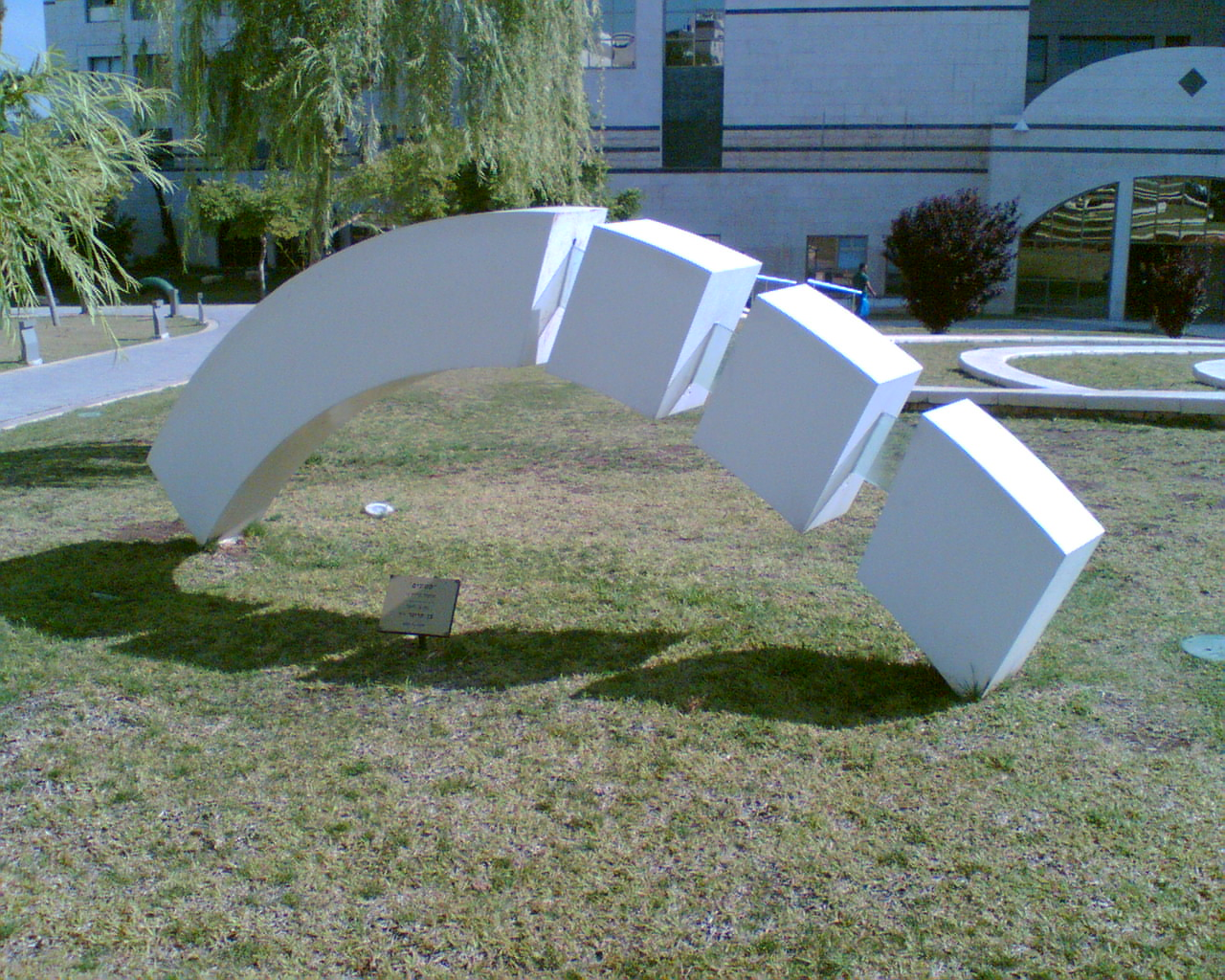
Ketaim in Israël
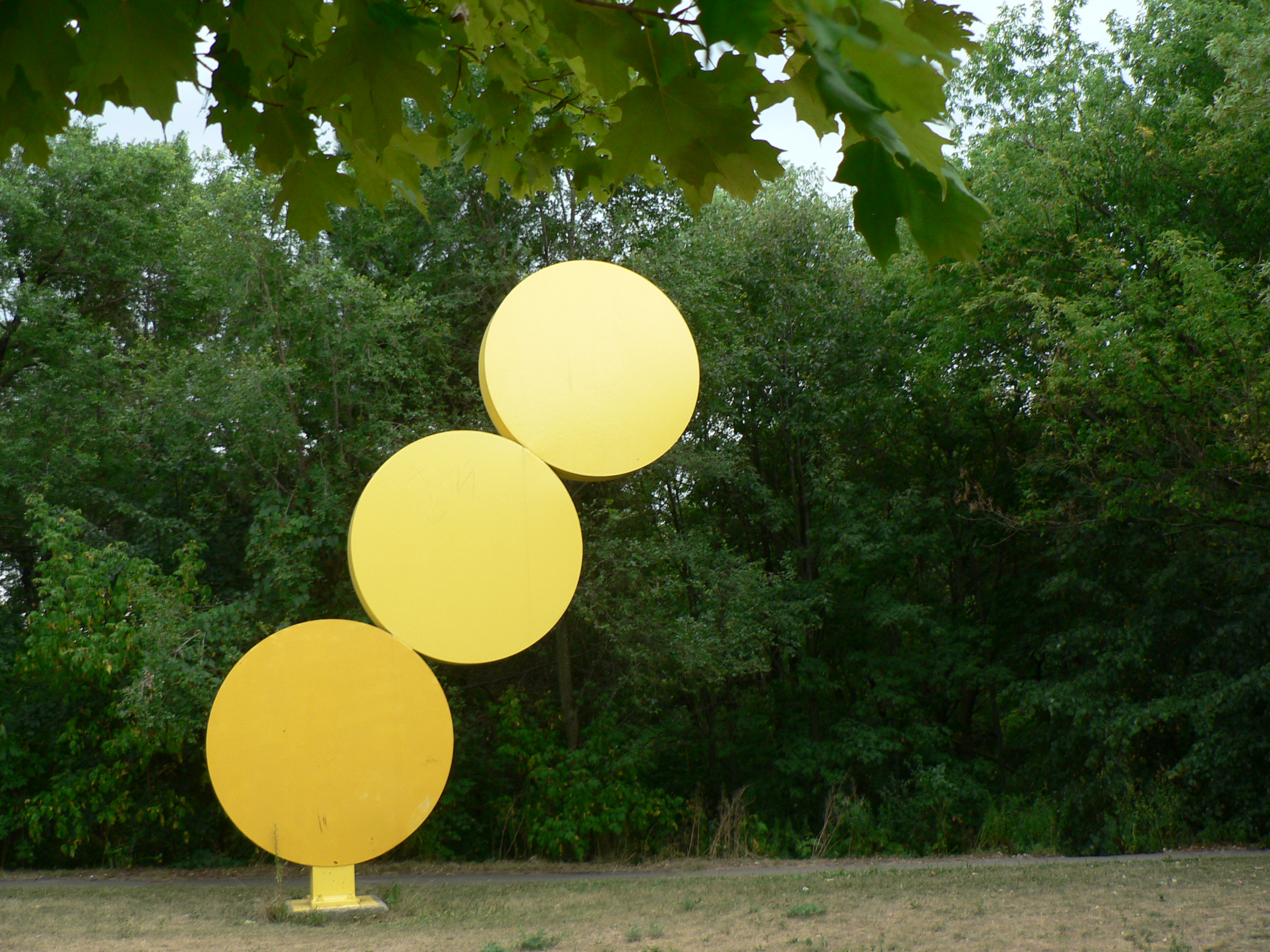
Three Discs (1967) in Toronto
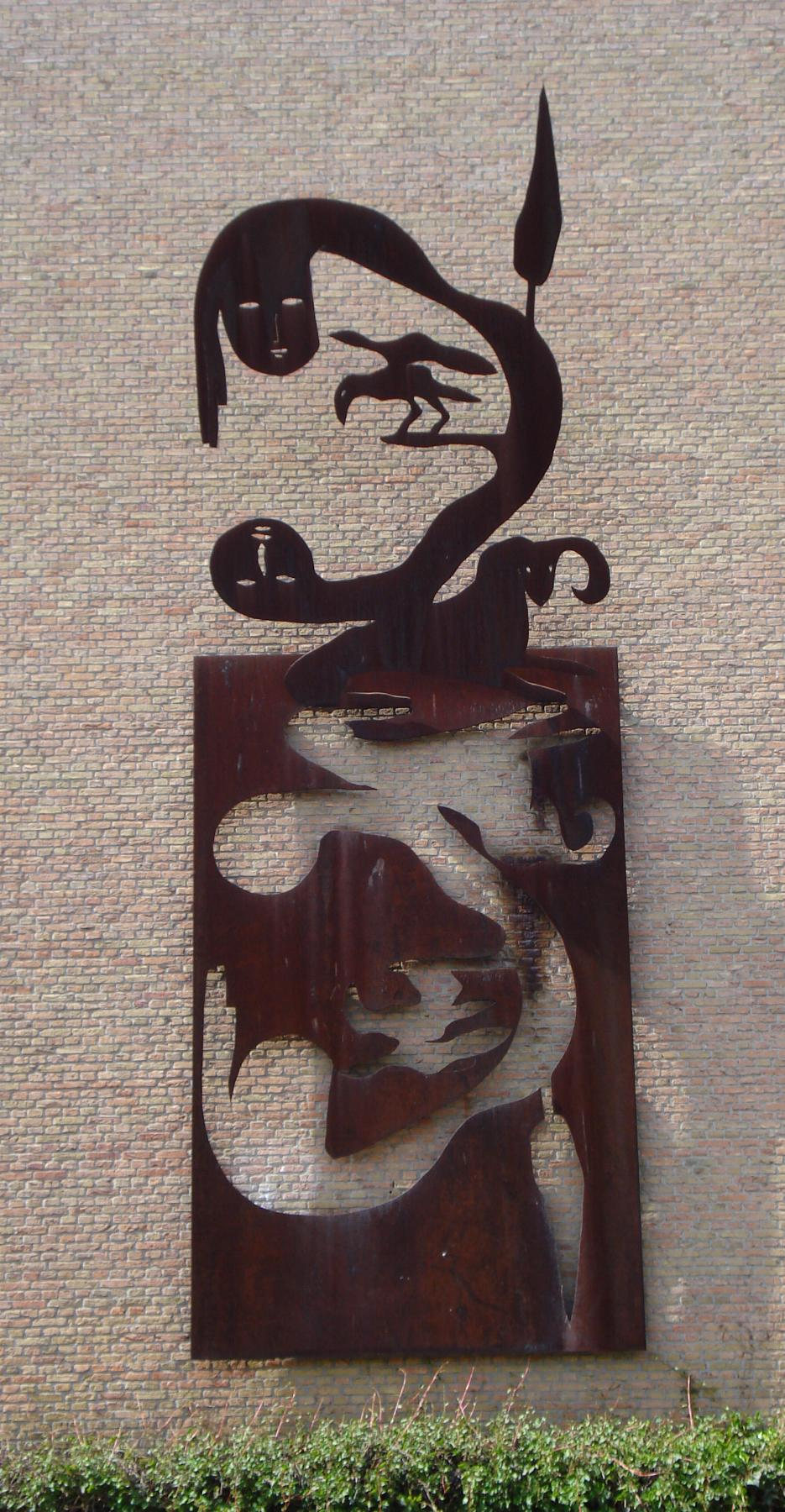
Reliëf De droom, Dordrecht
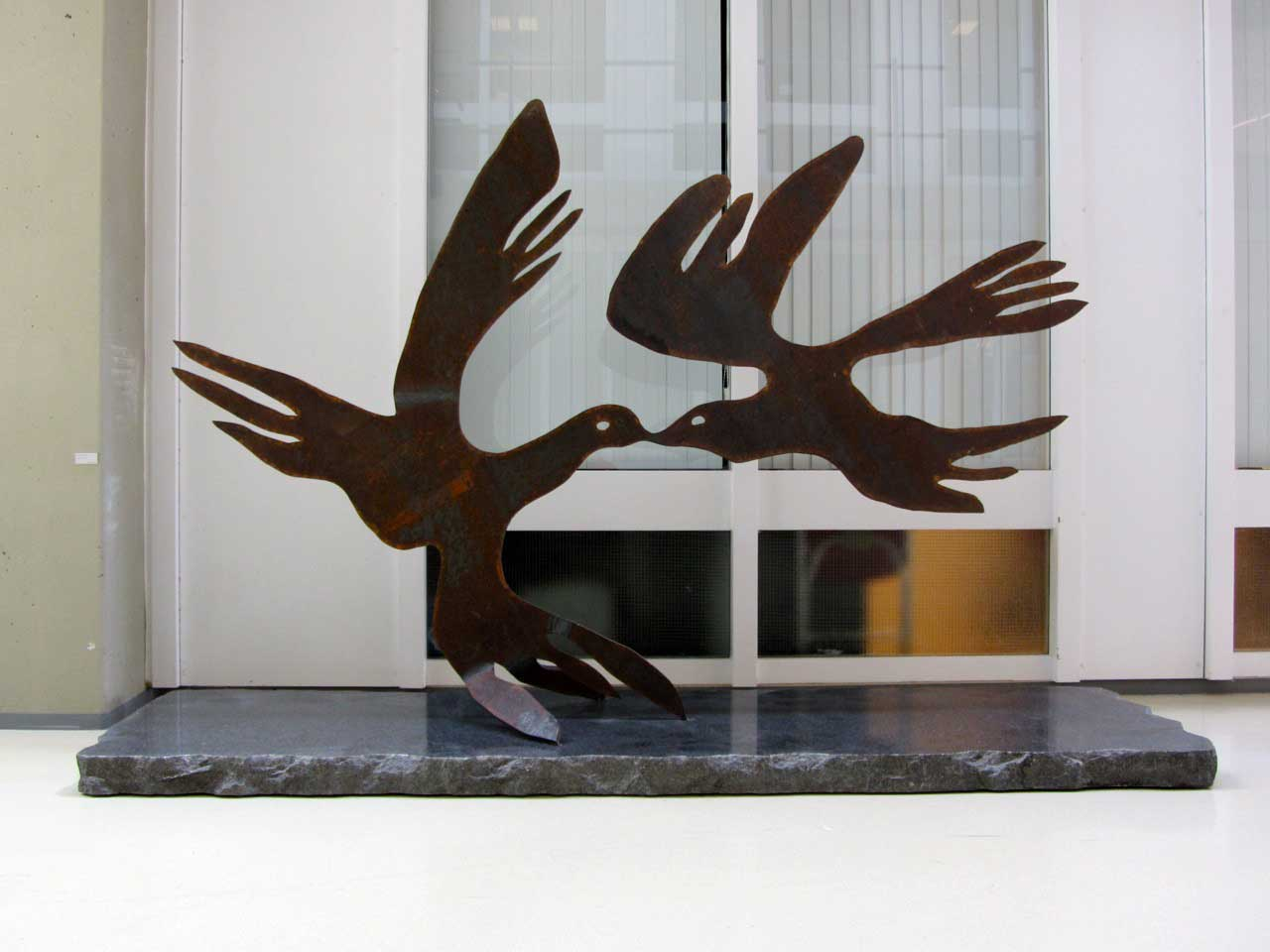
Kissing birds in Leiden

- Bibliothèque nationale de France: cb12483388k (data)
- Gemeinsame Normdatei: 120784378
- Information Center for Israeli Art: 276705
- International Standard Name Identifier: 0000 0000 7834 2247
- KulturNav: a82172ec-5bce-4158-986a-20b91a8883df
- Library of Congress Control Number: n88294743
- Nationale Bibliotheek van Tsjechië: zmp2016911223
- Nationale Bibliotheek van Israël: 987007263469205171
- Nederlandse Thesaurus van Auteursnamen: 198050046
- RKD-Nederlands Instituut voor Kunstgeschiedenis: 43219
- SNAC: w6d21zf1
- Système universitaire de documentation: 034037179
- Union List of Artist Names: 500008933
- Virtual International Authority File: 78774786
- WorldCat: E39PBJbxyVJ9w39PH8QrdrGj4q